# Indy Lights 2019
De Indy Lights 2019 is het vierendertigste kampioenschap van de Indy Lights. Het seizoen bestaat uit achttien races, twee oval ciruits, vier straatcircuits en twaalf wegraces. Oliver Askew werd kampioen met zeven overwinningen.

## Teams en rijders
Alle teams rijden met een Dallara-chassis en een AER-motor met 4 cilinders. Cooper levert de banden voor alle teams.
| Team                                            | Nr | Rijders         | Races |
| ----------------------------------------------- | -- | --------------- | ----- |
| Andretti Autosport                              | 18 | Jarett Andretti | 7     |
| Andretti Autosport                              | 27 | Robert Megennis | Alle  |
| Andretti Autosport                              | 28 | Oliver Askew    | Alle  |
| Andretti Autosport                              | 48 | Ryan Norman     | Alle  |
| Belardi Auto Racing                             | 4  | Julien Falchero | 1-4   |
| Belardi Auto Racing                             | 4  | Aaron Telitz    | 7-13  |
| Belardi Auto Racing                             | 5  | Lucas Kohl      | Alle  |
| Belardi Auto Racing                             | 13 | Zachary Claman  | 1-6   |
| Belardi Auto Racing with Jonathan Byrd's Racing | 17 | Chris Windom    | 7     |
| BN Racing HMD Motorsports                       | 79 | David Malukas   | Alle  |
| BN Racing Team Pelfrey HMD Motorsports          | 2  | Toby Sowery     | Alle  |
| Juncos Racing                                   | 21 | Rinus VeeKay    | Alle  |
| Juncos Racing                                   | 67 | Dalton Kellett  | Alle  |

## Races
| Race | Datum        | Racenaam                                                           | Circuit                                     | Locatie            |
| ---- | ------------ | ------------------------------------------------------------------ | ------------------------------------------- | ------------------ |
| 1    | 9 maart      | St. Petersburg 200                                                 | Stratencircuit Saint Petersburg             | St. Petersburg, FL |
| 2    | 10 maart     | St. Petersburg 200                                                 | Stratencircuit Saint Petersburg             | St. Petersburg, FL |
| 3    | 23 maart     | Indy Lights Classic                                                | Circuit of the Americas                     | Austin, TX         |
| 4    | 24 maart     | Indy Lights Classic                                                | Circuit of the Americas                     | Austin, TX         |
| 5    | 10 mei       | Indy Lights Grand Prix                                             | Indianapolis Motor Speedway (binnencircuit) | Speedway, IN       |
| 6    | 11 mei       | Indy Lights Grand Prix                                             | Indianapolis Motor Speedway (binnencircuit) | Speedway, IN       |
| 7    | 24 mei       | Freedom 100                                                        | Indianapolis Motor Speedway (oval)          | Speedway, IN       |
| 8    | 22 juni      | Mazda Grand Prix of Road America                                   | Road America                                | Elkhart Lake, WI   |
| 9    | 23 juni      | Mazda Grand Prix of Road America                                   | Road America                                | Elkhart Lake, WI   |
| 10   | 13 juli      | Speedway Fuels & Convience Store Indy Lights Grand Prix at Toronto | Stratencircuit Toronto                      | Toronto, ON        |
| 11   | 14 juli      | Speedway Fuels & Convience Store Indy Lights Grand Prix at Toronto | Stratencircuit Toronto                      | Toronto, ON        |
| 12   | 27 juli      | American Airlines Mid-Ohio Dual 200                                | Mid-Ohio Sports Car Course                  | Lexington, OH      |
| 13   | 28 juli      | American Airlines Mid-Ohio Dual 200                                | Mid-Ohio Sports Car Course                  | Lexington, OH      |
| 14   | 25 augustus  | Illinois 150                                                       | Gateway Motorsports Park                    | Madison, IL        |
| 15   | 31 augustus  | Grand Prix of Portland                                             | Portland International Raceway              | Portland, OR       |
| 16   | 1 september  | Grand Prix of Portland                                             | Portland International Raceway              | Portland, OR       |
| 17   | 21 september | WeatherTech Indy Lights Monterey Grand Prix                        | WeatherTech Raceway Laguna Seca             | Monterey, CA       |
| 18   | 22 september | WeatherTech Indy Lights Monterey Grand Prix                        | WeatherTech Raceway Laguna Seca             | Monterey, CA       |

## Uitslagen
| Ronde | Race            | Poleposition    | Snelste ronde   | Meeste ronden aan de leiding | Winnaar         | Winnaar             |
| Ronde | Race            | Poleposition    | Snelste ronde   | Meeste ronden aan de leiding | Coureur         | Team                |
| ----- | --------------- | --------------- | --------------- | ---------------------------- | --------------- | ------------------- |
| 1     | St. Petersburg  | Zachary Claman  | Zachary Claman  | Zachary Claman               | Zachary Claman  | Belardi Auto Racing |
| 2     | St. Petersburg  | Oliver Askew    | Robert Megennis | Rinus VeeKay                 | Rinus VeeKay    | Juncos Racing       |
| 3     | Austin          | Oliver Askew    | Oliver Askew    | Oliver Askew                 | Oliver Askew    | Andretti Autosport  |
| 4     | Austin          | Oliver Askew    | Robert Megennis | Oliver Askew                 | Oliver Askew    | Andretti Autosport  |
| 5     | Indianapolis GP | Robert Megennis | Oliver Askew    | Robert Megennis              | Robert Megennis | Andretti Autosport  |
| 6     | Indianapolis GP | Rinus VeeKay    | Rinus VeeKay    | Rinus VeeKay                 | Rinus VeeKay    | Juncos Racing       |
| 7     | Indianapolis    | Robert Megennis | Jarett Andretti | Ryan Norman                  | Oliver Askew    | Andretti Autosport  |
| 8     | Road America    | Rinus VeeKay    | Rinus VeeKay    | Ryan Norman                  | Ryan Norman     | Andretti Autosport  |
| 9     | Road America    | Rinus VeeKay    | Rinus VeeKay    | Rinus VeeKay                 | Rinus VeeKay    | Juncos Racing       |
| 10    | Toronto         | Aaron Telitz    | Aaron Telitz    | Aaron Telitz                 | Aaron Telitz    | Belardi Auto Racing |
| 11    | Toronto         | Oliver Askew    | Aaron Telitz    | Aaron Telitz                 | Oliver Askew    | Andretti Autosport  |
| 12    | Mid-Ohio        | Oliver Askew    | Oliver Askew    | Oliver Askew                 | Oliver Askew    | Andretti Autosport  |
| 13    | Mid-Ohio        | Oliver Askew    | Oliver Askew    | Oliver Askew                 | Oliver Askew    | Andretti Autosport  |
| 14    | Gateway         | Oliver Askew    | Oliver Askew    | Rinus VeeKay                 | Oliver Askew    | Andretti Autosport  |
| 15    | Portland        | Rinus VeeKay    | Toby Sowery     | Rinus VeeKay                 | Rinus VeeKay    | Juncos Racing       |
| 16    | Portland        | Rinus VeeKay    | Rinus VeeKay    | Toby Sowery                  | Toby Sowery     | HMD Motorsports     |
| 17    | Laguna Seca     | Rinus VeeKay    | Rinus VeeKay    | Rinus VeeKay                 | Rinus VeeKay    | Juncos Racing       |
| 18    | Laguna Seca     | Rinus VeeKay    | Rinus VeeKay    | Rinus VeeKay                 | Rinus VeeKay    | Juncos Racing       |

## Kampioenschap
| Pos | Rijder          | STP | STP | COTA | COTA | IMS | IMS | INDY | RDA | RDA | TOR | TOR | MOH | MOH | GAT | POR | POR | LAG | LAG | Punten |
| --- | --------------- | --- | --- | ---- | ---- | --- | --- | ---- | --- | --- | --- | --- | --- | --- | --- | --- | --- | --- | --- | ------ |
| 1   | Oliver Askew    | 3   | 10  | 1*   | 1*   | 2   | 3   | 1    | 5   | 3   | 2   | 1   | 1*  | 1*  | 1   | 2   | 3   | 4   | 2   | 486    |
| 2   | Rinus VeeKay    | 5   | 1*  | 2    | 4    | 3   | 1*  | 3    | 7   | 1*  | 3   | 9   | 3   | 3   | 2*  | 1*  | 2   | 1*  | 1*  | 465    |
| 3   | Toby Sowery     | 2   | 3   | 6    | 6    | 7   | 5   | 4    | 4   | 8   | 5   | 2   | 9   | 2   | 8   | 4   | 1*  | 2   | 3   | 367    |
| 4   | Ryan Norman     | 7   | 6   | 5    | 9    | 4   | 8   | 2*   | 1*  | 2   | 4   | 4   | 2   | 4   | 4   | 7   | 4   | 7   | 5   | 359    |
| 5   | Robert Megennis | 6   | 9   | 3    | 2    | 1*  | 4   | 8    | 2   | 6   | 6   | 5   | 4   | 9   | 5   | 3   | 5   | 3   | 4   | 355    |
| 6   | David Malukas   | 4   | 4   | 10   | 3    | 6   | 6   | 11   | 6   | 4   | 9   | 8   | 5   | 5   | 3   | 6   | 8   | 5   | 7   | 270    |
| 7   | Dalton Kellett  | 10  | 8   | 9    | 7    | 8   | 7   | 5    | 8   | 7   | 8   | 3   | 7   | 8   | 6   | 5   | 6   | 6   | 6   | 275    |
| 8   | Lucas Kohl      | 9   | 7   | 8    | 8    | 9   | 9   | 7    | 9   | 9   | 7   | 7   | 6   | 7   | 7   | 8   | 7   | 8   | 8   | 253    |
| 9   | Aaron Telitz    |     |     |      |      |     |     | 9    | 3   | 5   | 1*  | 6*  | 8   | 6   |     |     |     |     |     | 133    |
| 10  | Zachary Claman  | 1*  | 2   | 7    | 10   | 5   | 2   |      |     |     |     |     |     |     |     |     |     |     |     | 124    |
| 11  | Julien Falchero | 8   | 5   | 4    | 5    |     |     |      |     |     |     |     |     |     |     |     |     |     |     | 66     |
| 12  | Jarett Andretti |     |     |      |      |     |     | 6    |     |     |     |     |     |     |     |     |     |     |     | 23     |
| 13  | Chris Windom    |     |     |      |      |     |     | 10   |     |     |     |     |     |     |     |     |     |     |     | 17     |
| Pos | Rijder          | STP | STP | COTA | COTA | IMS | IMS | INDY | RDA | RDA | TOR | TOR | MOH | MOH | GAT | POR | POR | LAG | LAG | Punten |

| Kleur       | Resultaat                       |
| ----------- | ------------------------------- |
| Goud        | Winnaar                         |
| Zilver      | 2de plaats                      |
| Brons       | 3de plaats                      |
| Groen       | 4de en 5de plaats               |
| Lichtblauw  | 6de–10de plaats                 |
| Donkerblauw | Gefinisht (buiten de Top 10)    |
| Paars       | Niet gefinisht                  |
| Rood        | Niet gekwalificeerd (DNQ)       |
| Bruin       | Teruggetrokken (Wth)            |
| Zwart       | Gediskwalificeerd (DSQ)         |
| Wit         | Niet Gestart (DNS)              |
| Blank       | Nam geen deel aan de race (DNP) |
| Blank       | Niet geracet                    |

| Toegevoegde info    |                                         |
| vet                 | Pole positie (1 punt)                   |
| cursief             | Snelste ronde (1 punt)                  |
| *                   | Meeste ronden aan de leiding (2 punten) |
| 1                   | Geen kwalificatie                       |
| Rookie van het Jaar |                                         |
| Rookie              |                                         |

| Kleur       | Resultaat                       |
| ----------- | ------------------------------- |
| Goud        | Winnaar                         |
| Zilver      | 2de plaats                      |
| Brons       | 3de plaats                      |
| Groen       | 4de en 5de plaats               |
| Lichtblauw  | 6de–10de plaats                 |
| Donkerblauw | Gefinisht (buiten de Top 10)    |
| Paars       | Niet gefinisht                  |
| Rood        | Niet gekwalificeerd (DNQ)       |
| Bruin       | Teruggetrokken (Wth)            |
| Zwart       | Gediskwalificeerd (DSQ)         |
| Wit         | Niet Gestart (DNS)              |
| Blank       | Nam geen deel aan de race (DNP) |
| Blank       | Niet geracet                    |

| Toegevoegde info    |                                         |
| vet                 | Pole positie (1 punt)                   |
| cursief             | Snelste ronde (1 punt)                  |
| *                   | Meeste ronden aan de leiding (2 punten) |
| 1                   | Geen kwalificatie                       |
| Rookie van het Jaar |                                         |
| Rookie              |                                         |

| Positie       | 1  | 2  | 3  | 4  | 5  | 6  | 7  | 8  | 9  | 10 | 11 | 12 | 13 | 14 | 15 | 16 | 17 | 18 | 19 | 20 |
| ------------- | -- | -- | -- | -- | -- | -- | -- | -- | -- | -- | -- | -- | -- | -- | -- | -- | -- | -- | -- | -- |
| Punten        | 30 | 25 | 22 | 19 | 17 | 15 | 14 | 13 | 12 | 11 | 10 | 9  | 8  | 7  | 6  | 5  | 4  | 3  | 2  | 1  |
| Punten (Oval) | 45 | 38 | 33 | 29 | 26 | 23 | 21 | 20 | 18 | 17 | 15 | 14 | 12 | 11 | 9  | 8  | 6  | 5  | 4  | 2  |

1986 ·
1987 ·
1988 ·
1989 ·
1990 ·
1991 ·
1992 ·
1993 ·
1994 ·
1995 ·
1996 ·
1997 · 
1998 ·
1999 ·
2000 ·
2001 ·
2002 ·
2003 ·
2004 ·
2005 ·
2006 ·
2007 ·
2008 ·
2009 ·
2010 ·
2011 ·
2012 ·
2013 ·
2014 ·
2015 ·
2016 ·
2017 ·
2018 ·
2019 ·
2020 ·
2021 ·
2022 ·
2023 ·
2024 ·
2025

Lijst van coureurs